# Mare Britannicum
Die Mare Britannicum war ein 2000 gebautes Vollcontainerschiff.

## Geschichte
Das Schiff wurde 2000 unter der Baunummer 1266 auf der Werft Hyundai Heavy Industries im südkoreanischen Ulsan für die Bremer Hansa Mare Reederei gebaut. Die Kiellegung fand am 3. Juli, der Stapellauf am 1. Dezember des Jahres statt. Die Fertigstellung des Schiffes erfolgte am 27. Dezember 2000.

### Strandung 2005
Am 25. Dezember 2005 strandete das Schiff als APL Panama an der mexikanischen Pazifikküste in der Nähe der Stadt Ensenada. An Bord befanden sich 1.805 Container. Das nur leicht beschädigte Schiff wurde vom US-amerikanischen Bergungsunternehmen Titan Salvage geborgen und bis zum 10. März 2006 wieder flott gemacht.
Im Dezember 2016 wurde das Schiff in Rita umbenannt und auf den Komoren registriert. Anfang 2017 wurde die Rita an den Abwrackwerften bei Chittagong gestrandet und abgewrackt.

## Technische Daten und Ausstattung
Das Schiff wird von einem Zweitakt-Neunzylinder-Dieselmotor des Herstellers Sulzer, der von Hyundai Heavy Industries in Lizenz gebaut wurde, angetrieben. Die Leistung des Motors beträgt 36.450 kW. Der Motor wirkt auf einen Festpropeller.
Für die Stromversorgung stehen zwei Generatoren mit einer Scheinleistung von jeweils 2.213 kVA und ein Generator mit einer Scheinleistung von 1.975 kVA zur Verfügung. Darüber hinaus wurde ein Notgenerator mit einer Scheinleistung von 188 kVA verbaut.
Die Containerkapazität beträgt 4.038 TEU. Für Kühlcontainer sind 430 Anschlüsse vorhanden. Die Container können in zwölf 40-Fuß-Bays vor und vier 40-Fuß-Bays hinter dem Deckshaus geladen werden, wobei bis zu 13 Container nebeneinander Platz finden. Vor der ersten Bay befindet sich ein Wellenbrecher.